# Ian Hancock
Ian Hancock (romaní: Yanko le Redžosko) (Londres, 29 d'agost de 1942) és un investigador, escriptor, i activista anglès romaní. Va néixer i estudiar a Anglaterra, i és un dels principals contribuents en l'àmbit d'estudis romanís.
És director del Programa d'"Estudis romanís i els Arxius Romanís del Centre de Documentació" en la Universitat de Texas a Austin; on ha estat professor d'anglès, de lingüística i d'estudis asiàtics des de 1972. Ha representat al Poble gitano en les Nacions Unides i va servir com a membre del Consell dels Estats Units per al record de l'Holocaust (US Holocaust Memorial Council) sota la presidència de Bill Clinton, de qui Hancock proclama que ascendència romaní. També representà el poble romani people al Premi Rafto de 1997.

## Primers anys
Hancock va néixes a Londres el 1942. La seva mare, Kitty, és romanichal; el seu pare, Reginald (Redžo), era part romungro, descendent d'un hongarès parlant de romaní carpàtic anomenat Imre Benczi. Va adquirir el cognom Hancock a través de la filla d'Imre, Maria, qui es va casar amb el membre d'una família d'artistes de West Country amb aquest nom. Va viure al Canadà una sis anys abans de tornar a Anglaterra el 1961.
A la fi dels anys 1960, es va convertir en un activista dels drets romaní després de llegir els informes sobre la discriminació contra la població romaní a Gran Bretanya. En particular va adoptar la causa dels drets romanís després de llegir sobre un incident en el qual nens i nenes romanís desatesos pels seus pares, que havien estat detinguts, va provocar un incendi quan se'ls va caure un llum de parafina. El 1971, es va graduar amb un doctorat en lingüística.

## Estudis romanís
Hancock ha publicat més de 300 llibres i articles sobre la població i la llengua romaní (en particular del dialecte Vlax). Aquests treballs analitzen al poble romaní no sols a través de la lingüística romaní, també a través de la història, l'antropologia i la genètica. També ha aparegut en el documental American Gypsy. Actualment, està escrivint un llibre anomenat On Romani Origins and Identity.
Hancock dona suport a algunes punts de vista de R.L. Turner sobre la història romaní sobre la base de la llengua romaní. En particular, està d'acord que els doms van sortir de l'Índia molt abans que el poble romaní, i que aquests no va sortir abans de 1000 dC. En efecte, afirma que els músics indis esmentats en el Xahnamé i els atsingani esmentats en "La vida de Sant Jordi l'anacoreta", que es creu que poden haver estat els avantpassats del poble domari però no pas del poble romaní. Creu possible que el poble Lom se separés de la població romaní quan van arribar a Armènia.
Contràriament a l'opinió popular que el poble romaní són descendents dels indis de casta paria que van emigrar a Europa, afirma que la població romaní són descendents d'indis presoners de guerra de Mahmud de Ghazni. Com a evidència, assenyala la presència de paraules índies específicament d'origen militar i, que la llegenda oral Banjara contada pels rajputs que van sortir de l'Índia a través de l'Himàlaia durant les invasions gaznàvides i que mai van tornar.
També creu que la llengua romaní s'origina en la llengua koiné, que ell anomena "Rajputic", entre els molts idiomes indígenes parlats pels presoners de guerra. En aquest sentit, es considera que és similar a diversos altres idiomes indígenes, especialment l'hindustani.
Quant a la història romaní, assenyala un "síndrome pària" a través del temps i l'espai, que va culminar en l'intent de genocidi a mans de les autoritats nazis, simultànies a la dels jueus i part de la mateix projecte "solució final del problema jueu i gitano".

## Estudi de llengües criolles
Hancock és tan conegut en el camp de la lingüística, sobretot en l'àrea de pidgins i llengües criolles, com en el món dels estudis romanís i l'activisme social social. A més de les seves investigacions sobre la llengua krio de Sierra Leone, ha estudiat el gullah de la costa Carolina del Sud i Geòrgia i el crioll afroseminola parlay per una comunitat de descendents de seminoles negres a Brackettville (Texas). Hancock va ser el primer estudiós que informà del crioll afroseminola. Més tard es va identificar una altra varietat d'aquesta llengua parlada entre els descendents de seminoles negres al poble de Nacimiento a l'estat mexicà de Coahuila, on els seus avantpassats s'havien establert el 1850. Sosté que el crioll afroseminola i el gullah són llengües estretament relacionades, ja que els seminoles negres eren descendents principalment de parlants gullah de les terres baixes de Carolina del Sud i Geòrgia.
Hancock és reconegut com un dels fundadors del camp de la lingüística pidgin i crioll. També ha realitzat una àmplia investigació sobre les llengües criolles basades en anglès que es parlen a l'Àfrica occidental i les Índies Occidentals. Se'l coneix sobretot per les seves opinions sobre el desenvolupament històric d'aquestes llengües. Sosté que tots els pidgins i criolls basats en anglès que es parlen a la conca de l'Atlàntic, tant a l'Àfrica Occidental com al Carib, pertanyen a una família d'un sol idioma, que ell anomena els "criolls de l'Atlàntic amb base anglès." Sosté que totes aquestes llengües es remunten al que anomena crioll anglès de la costa de Guinea que va sorgir al llarg de la costa d'Àfrica Occidental en els segles XVII i XVIII com a llengua de comerç en el comerç d'esclaus de l'Atlàntic. Afirma que el crioll anglès de la costa de Guinea era parlat a les bases costaneres de comerç d'esclau com illa James Island, illa Bunce i Sant Jordi de la Mina, on els descendents dels comerciants d'esclaus britànics i les seves dones africanes el va utilitzar com la seva llengua materna.
Hancock diu que el crioll anglès de la costa de Guinea costa va donar lloc en última instància a les llengües pidgin i criolles parlades a l'Àfrica occidental avui dia, com el krio de Gàmbia i Sierra Leone, pidgin anglès de Nigèria, pidgin anglès camerunès, etc. També sosté que alguns dels africans portats com a esclaus al Nou Món ja va parlaven crioll anglès de la costa de Guinea a Àfrica. El seu discurs crioll va influir en el desenvolupament de les llengües criolles parlades avui al costat americà de l'Atlàntic, com gullah, crioll afroseminola, anglès de Bahames, crioll jamaicà, kriol beliceny, crioll guaianès, sranan tongo de Suriname, etc.
Els punts de vista de Hancock sobre les connexions entre les llengües criolles atlàntiques és controvertit. Les fortes similituds entre aquestes llengües és innegable, però molts lingüistes prefereixen explicar aquestes semblances a través de la convergència en lloc de les relacions històriques. Altres estudiosos sostenen que ambdós factors tenen un paper en la formació d'idiomes. Un altre grup de lingüistes se subscriu a una teoria que atribueix similituds criolles (que s'estenen als criolls de l'Oceà Índic i al crioll hawaià) a un "bioprograma" innat per al llenguatge que sorgeix en les condicions comunes a la majoria de les comunitats criolles.
A continuació, va prendre diversos tipus de llocs de treball; incloent el d'un pintor de *pulverización. Va ser en aquest moment que els seus companys d'habitació, els estudiants universitaris de Sierra Leone, el van ajudar a aprendre l'idioma krio d'aquest país. El seu coneixement de krio i algunes connexions acadèmiques el van ajudar a entrar en la Universitat de Londres. Va ser un de només dos candidats que es va qualificar amb una beca per rebre educació superior.